# 莫羅蓬區
莫羅蓬區（西班牙語：Distrito de Morropón），是秘魯的一個區，位於該國西北部皮烏拉大區的莫羅蓬省，始建於1857年1月2日，面積169.96平方公里，海拔高度131米，2005年人口14,729，人口密度每平方公里87人。
5°11′03″S 79°58′18″W / 5.1843°S 79.9717°W